# Эстонсланец
Производственное объединение «Эстонсла́нец» (эст. Tootmiskoondis «Eesti Põlevkivi») — в советское время крупнейшее предприятие топливной промышленности Эстонской ССР, основным видом деятельности которого являлась добыча горючего сланца. До 31 декабря 2020 года носило название «Enefit Kaevandused AS», затем как отдельное предприятие было ликвидировано и объединено с акционерным обществом «Enefit Power AS» (бывшие «Нарвские электростанции»). Все эти предприятия входят в состав концерна «Eesti Energia». Шахты находятся в Йыхви и Нарве. Добываемый сланец концерн «Eesti Energia» непосредственно использует в производстве электроэнергии и планирует завершить этот вид производства к 2030 году. Производство сланцевого масла планируется продолжить до 2045 года.

## История

### ВПервой Эстонской Республике
Промышленная добыча сланцев началась в Кохтла-Ярве в 1916 году. Важнейшим сланцедобывающим предприятием буржуазной Эстонии стало в 1919 году «Государственное сланцевое производство».
В 1920 году началась добыча сланцев в Кукрузе, в 1925 году — в Кява.
Среди частных предприятий первыми добычу горючих сланцев наладили акционерные общества: «Ээсти Кивиыли» („Eesti Kiviõli”, 1922), «Кюттейыуд» („Küttejõud”, 1925), «Порт Кунда» („Port Kunda”, в Убья, 1926), «Ээстимаа Ыликонсортсиум» („Eestimaa Õlikonsortsium”, в Вийвиконна, 1936), «Голд филдс» („Gold Fields” в Кохтла-Нымме, 1937).
В 1940 году было добыто 1,9 миллиона тонн горючих сланцев, около половины их было использовано в качестве сырья для производства сланцевого масла.

### ВСоветской Эстонии
В 1945 году началось восстановление разрушенной войной сланцевой промышленности Эстонии. Были основаны комбинат «Эстонсланец» (в Таллине) и его трест в Кохтла-Ярве, которому были подчинены шахты в Кукрузе и Кява.

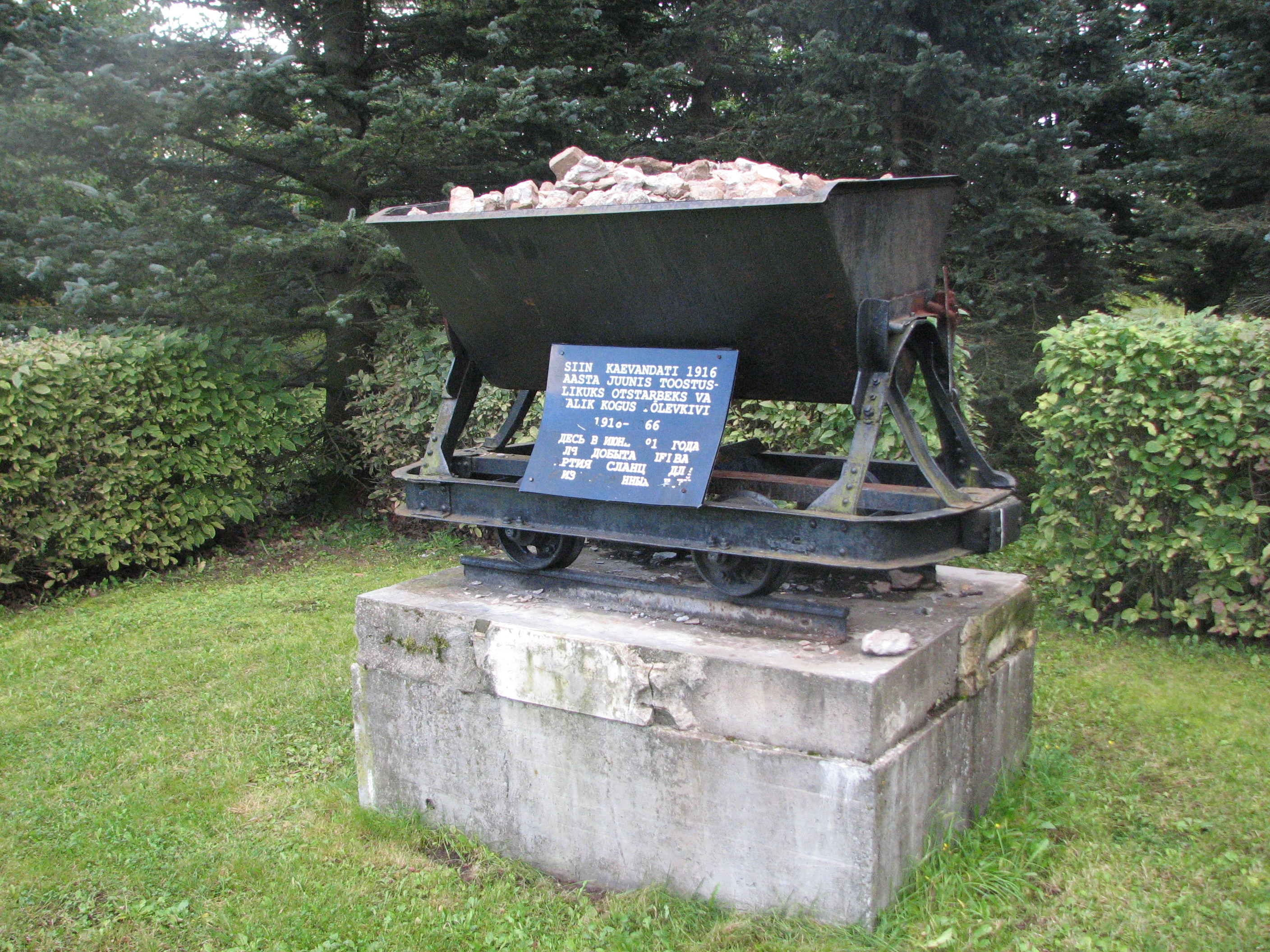
Памятный знак, посвящённый началу промышленной добычи сланца, Кохтла-Ярве

В 1947 году была пущена восстановленная шахта в Вийвиконна, в 1948 году — шахты № 10 в Ахтме и № 6 в Эреда, в 1949 году — шахта № 2 в Йыхви, в 1951 году — шахта  № 8 в Таммику, в 1953 году — шахта № 4 в Сомпа и разрез «Вийвиконна». В 1956 год] к «Эстонсланцу» была присоединена шахта «Кохтла» и в 1957 году — шахта в Убья (ликвидирована в 1959 году). В 1962 году был сдан в эксплуатацию разрез «Сиргала». В 1965 году вступила в строй шахта № 9 (с 1971 года — шахта «Эстония»), в 1970 году — разрез «Нарвский», в 1974 году — разрез «Октябрьский».
В 1955—1974 годах предприятие называлось Трест «Эстонсланец».
В 1967 году «Эстонсланец» был награждён орденом Трудового Красного Знамени.
Директором с 1972 года и генеральным директором с 1964 года был Юло Тамбет (Ülo Tambet).
В 1978 году предприятие имело 7 шахт и 4 разреза; было добыто 30,3 миллиона тонн горючих сланцев.
Численность работников на начало 1979 года составляла 13 854 человека.
Работники предприятия, шахтёры Владимир Фёдорович Васильев, Василий Тимофеевич Жилябин, Арно Киивит (Arno Kiivit) и Аксель Пертель (Aksel Pertel) — Герои Социалистического Труда.

### После восстановления независимости Эстонии
После отделения Эстонии от Советского Союза предприятие претерпело ряд организационных преобразований и несколько раз меняло своё название. C 1996 года и до 15 июня 2009 года оно называлось Акционерное общество «Ээсти Пылевкиви» (Eesti Põlevkivi AS), затем получило название АО «Ээсти Энергия Каэвандусэд» (Eesti Energia Kaevandused AS), с 1 июля 2016 года носило название  АО «Энефит Каэвандусэд» (Enefit Kaevandused AS). В 2009 году предприятие вошло в состав концерна «Ээсти Энергия» (Eesti Energia AS), 31 декабря 2020 года оно было ликвидировано как структурное подразделение и объединено с акционерным обществом «Enefit Power AS» (основной вид деятельности — «Производство электроэнергии из невозобновляемого источника энергии» (EMTAK 35111)).
Добыча сланца ведётся в Нарвском карьере и в шахте «Эстония».
В 2017 году было добыто 16,6 миллиона тонн сланца. Из него производятся сланцевое топливное масло, различные сланцевые масла, сланцевый бензин и сланцевый газ.
Торговый оборот в 2018 году составил 191 439 833 евро.
Во втором квартале 2020 года средняя зарплата составила 2140 евро.
Динамика численности персонала предприятия:
| Дата             | 31.03.2017 | 30.03.2018 | 30.03.2019 | 30.03.2020 | 30.06.2020 |
| ---------------- | ---------- | ---------- | ---------- | ---------- | ---------- |
| Число работников | 2 328      | ↘ 2 188    | ↘ 1 932    | ↘ 986      | ↘ 889      |

### Добыча и использование горючих сланцев в Эстонии

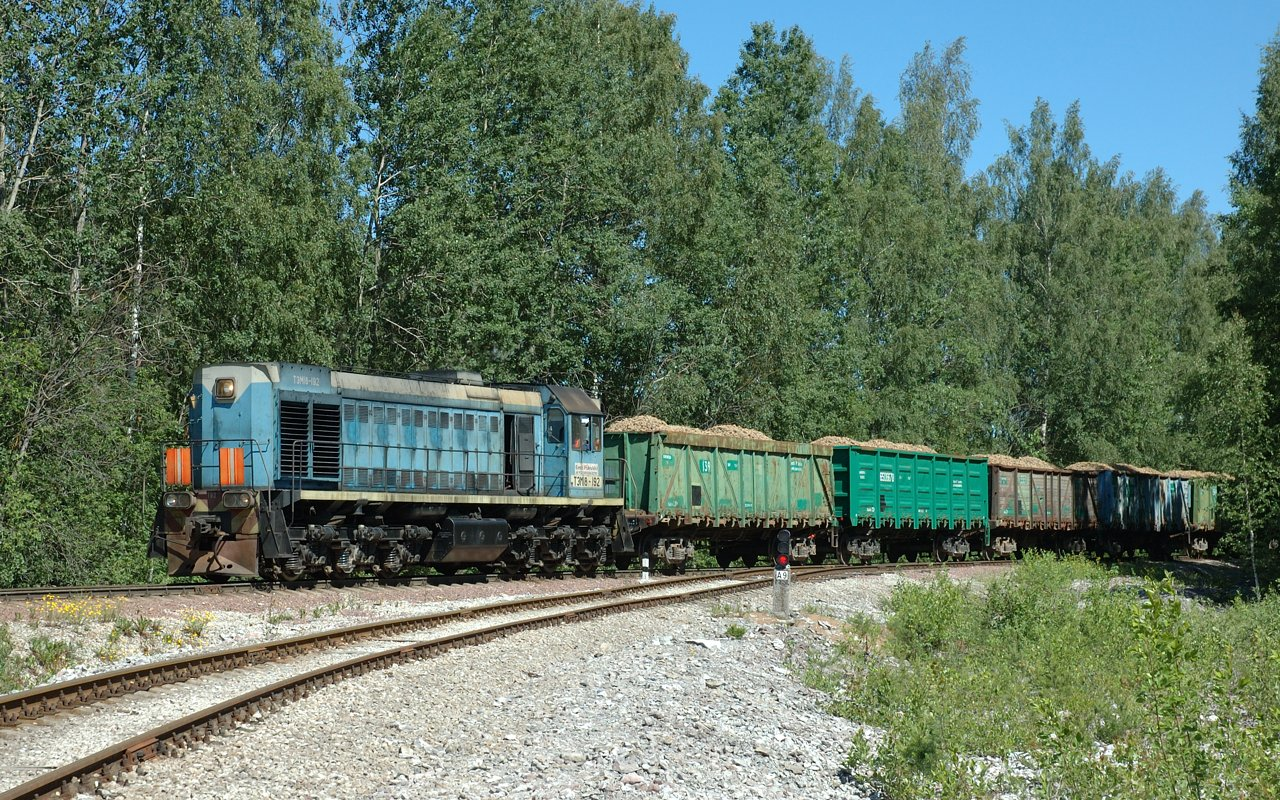
Поезд везёт сланец в Кохтла-Ярве, 2009 год

Динамика добычи горючих сланцев в Эстонии: 
| Год       | 1950 | 1960  | 1970  | 1977   | 2011   | 2013   | 2014   | 2015   | 2016   | 2017   | 2018   | 2019   | 2020  | 2021  |
| --------- | ---- | ----- | ----- | ------ | ------ | ------ | ------ | ------ | ------ | ------ | ------ | ------ | ----- | ----- |
| Млн. тонн | 3,5  | ↗ 9,2 | ↘ 8,9 | ↗ 29,7 | ↘ 15,9 | ↘ 15,0 | ↗ 15,3 | ↘ 15,2 | ↘ 13,1 | ↗ 15,6 | ↗ 15,9 | ↘ 12,1 | ↘ 9,3 | ↘ 4,6 |

Использование горючих сланцев для производства электро- и теплоэнергии, жидкого топлива и сланцевого газа: 
| Год       | 2011 | 2013   | 2014   | 2015   | 2016   | 2017   | 2018   | 2019  | 2020  | 2021  |
| --------- | ---- | ------ | ------ | ------ | ------ | ------ | ------ | ----- | ----- | ----- |
| Млн. тонн | 18,7 | ↘ 17,2 | ↘ 17,0 | ↘ 13,7 | ↗ 15,2 | ↗ 16,6 | ↘ 15,6 | ↘ 9,2 | ↘ 6,4 | ↗ 7,9 |

Использование горючих сланцев для производства электроэнергии: 
| Год       | 2018 | 2019  | 2020  | 2021  |
| --------- | ---- | ----- | ----- | ----- |
| Млн. тонн | 11,9 | ↘ 5,3 | ↘ 2,7 | ↗ 4,1 |

Использование горючих сланцев для производства сланцевого масла: 
| Год       | 2018 | 2019  | 2020  | 2021  |
| --------- | ---- | ----- | ----- | ----- |
| Млн. тонн | 3,4  | ↗ 3,7 | ↘ 3,6 | ↘ 3,5 |

По оценке, выполненной в 2013 году, геологические запасы горючих сланцев в Эстонии составляли 1 312 000 000 тонн. В 2017 году было подсчитано, что имеющихся в Эстонии залежей сланца хватит ещё по меньшей мере на 50 лет.

## Кинохроника
В Эстонской Республике студией «Ээсти Культуурфильм» («Eesti Kultuurfilm») были сняты 2 документальных фильмы, посвящённые добыче сланца:
- 1936 — Soome jäälõhkuja Jääkarhu laadib Eesti Põlevkivi kütteõli Tallinna sadamas / «Финский ледокол «Яакарху» грузит топливное масло «Ээсти Пылевкиви» в Таллинском порту»
- 1938 — Põlevkivi ja põlevkiviõli tootmine / «Производство сланца и сланцевого масла»

В советское время на киностудии «Таллинфильм» было снято 12 документальных фильмов, посвящённых «Эстонсланцу»:
- 1960 — 20. aastapäeva eel. Eesti Põlevkivi kaevanduses nr 10 / «В преддверии 20-летия. В шахте № 10 Эстонсланца», режиссёр Николай Долинский (Nikolai Dolinski)
- 1962 — Reportaaž. Eesti Põlevkivi Sirgala karjääris / «Репортаж. В карьере Сиргала Эстонсланца», режиссёр Эдуард Эльяс (Eduard Eljas)
- 1963 — Põlevkivi lahtine kaevandamine / «Открытая добыча сланца», режиссёр Реэт Касесалу (Reet Kasesalu)
- 1965 — Põlevkivi rikastusvabrikus / «На обогатительной сланцевой фабрике», режиссёр Валерия Андерсон (Valeria Anderson)
- 1965 — Põlevkivi transport / «Транспортировка сланца», режиссёр Валерия Андерсон (Valeria Anderson)
- 1967 — Põlevkivi kaevandamine / «Добыча сланца», режиссёр Владимир Парвель (Vladimir Parvel)
- 1971 — Eesti Põlevkivi 9. kaevanduse ehitus/ «Строительство 9-й шахты Эстонсланца», режиссёр Реэт Касесалу (Reet Kasesalu)
- 1977 — Tootmiskoondis Eesti Põlevkivi juubeliaastal / «Производственное объединение Эстонсланец в юбилейный год», режиссёр Харри Мартинсон (Harri Martinson)
- 1977 — Tootmiskoondise Eesti Põlevkivi Valeri Bõkovski nim pioneerilaagris / «В пионерском лагере имени Валерия Быковского производственного объединения Эстонсланец», режиссёр Юлия Гутева-Силларт (Julia Guteva-Sillart)

Любительской киностудией Таллинского политехнического института в 1964 году был снят фильм «Põlevkivi termiline töötlemine» («Термическая обработка сланца»), оператор Анатолий Богданов (Anatoli Bogdanov).
Любительской киностудией ПО «Эстонсланец» были сняты два документальных фильма:
- 1988 — Põlevkivi kaevandamine nr. 1 / «Добыча сланца» № 1, режиссёр Каарел Койметс (Kaarel Koitmets)
- 1988 — Põlevkivi kaevandamine nr. 2 / «Добыча сланца» № 2, режиссёр Каарел Койметс